# Polina Osipenko
Polina Denisovna Osipenko (ruso: Полина Денисовна Осипенко, ucraniano: Поліна Денисівна Осипенко; 8 de octubre de 1907 - 11 de mayo de 1939) fue una piloto militar soviética, más notable como la segunda piloto que, junto con Valentina Grizodubova y Marina Raskova, entre el 24 y el 25 de septiembre de 1938, realizó un vuelo sin escalas entre Moscú y el Mar de Ojotsk, estableciendo un nuevo récord de distancia para vuelos sin escalas tripulados por mujeres. Por este logro, se convirtió en Héroe de la Unión Soviética, la más alta distinción militar en la Unión Soviética, el 2 de noviembre de 1938. Fue una de las primeras mujeres en recibir esta distinción, siendo condecorada el mismo día que sus colegas Valentina Grizodubova y Marina Raskova.

## Primeros años de vida
Osipenko nació como Polina Dudnik en 1907 en Novospasovka, Gubernia de Yekaterinoslav (actualmente Zaporizhia Oblast de Ucrania). Era la novena hija de una familia campesina ucraniana. Trabajó en una granja colectiva hasta que se fue a la escuela de vuelo en 1930. Entre 1930 y 1933, Osipenko se formó en la Escuela de Vuelo de Kazán.

## Carrera de aviación
Después de graduarse en la escuela de vuelo, pasó a ser oficial militar, volando un caza. En 1937, estableció tres récords mundiales de altitud. En octubre de 1937, Osipenko y Raskova establecieron el récord de distancia de vuelo tripulado por mujeres, volando desde Moscú a Aktobe (1.444,722 kilómetros (897,709 millas)), y en julio de 1938, Osipenko, Vera Lomako y Raskova establecieron un nuevo récord volando sin escalas desde Sebastopol a Arcángel en un Beriev MP-1.
El 24 de septiembre, Grizodubova, Osipenko y Raskova iniciaron lo que se suponía que sería un vuelo sin escalas desde Moscú a Komsomolsk del Amur en un Túpolev ANT-37. Sin embargo, debido a que las condiciones climáticas eran adversas, no pudieron localizar el campo de aviación de Komsomolsk y alcanzaron la orilla del mar de Ojotsk sin que les quedara combustible. Grizodubova, que era el piloto al mando del avión, decidió aterrizar en el bosque. Raskova recibió la orden de lanzarse en paracaídas desde el avión, olvidando su equipo de emergencia; los restos del avión fueron encontrados por los equipos de rescate ocho días después del aterrizaje; Raskova encontró el camino hacia el avión a través del bosque diez días después del accidente, donde la esperaban los equipos de rescate. Grizodubova y Osipenko permanecieron en el avión durante el aterrizaje y sobrevivieron al accidente. Establecieron el récord femenino de distancia de vuelo y fueron galardonadas con los títulos de Héroe de la Unión Soviética el 2 de noviembre de 1938, convirtiéndose en las únicas mujeres que recibieron el título antes de la Segunda Guerra Mundial. Osipenko murió en 1939 junto con Anatoli Serov durante un vuelo de rutina.